# Зличич, Милош
Милош Зличич (серб. Милош Зличић; 28 декабря 1999, Нови-Сад, СРЮ) — сербский футболист, нападающий. В настоящее время выступает за «Войводину». Младший брат Лазара Зличича.

## Карьера
Воспитанник футбольного клуба «Войводина». 19 ноября 2016 года дебютировал в основном составе в матче против «Нови-Пазара». Милош вышел на поле на 80-й минуте встречи, заменив Деяна Мелега. В первой половине 2018 года на правах аренды выступал за ЧСК Пивара. Сыграл 8 матчей.
В 2015 году сыграл 2 матча за сборную Сербии до 17 лет.